# 家島彦一
家島 彦一（やじま ひこいち、1939年10月 - ）は、日本の歴史学者、東京外国語大学名誉教授、元早稲田大学教育・総合科学学術院（教育学部社会科地理歴史専修）特任教授。専門は歴史学、イスラーム商業史。

## 経歴
1939年、東京生まれ。1962年慶應義塾大学文学部史学科を卒業。1966年、同大学院博士課程中退。在学中は、前嶋信次に師事した。1974年「イエメン・ラスール朝史に関する新写本の校訂とその史料価値の分析」を提出して文学博士。
1966年より東京外国語大学アジア・アフリカ言語文化研究所アラビア部門助手。1975年助教授、1987年教授、1998年より宇都宮大学国際学部併任教授。2002年に東京外国語大学アジア・アフリカ言語文化研究所を定年退官、東京外国語大学名誉教授、早稲田大学教育学研究科特任教授。

## 受賞・栄典
- 2011年：『インドの驚異譚』で日本翻訳出版文化賞
- 2019年： 第5回 三笠宮日本オリエント学術賞

『イブン・バットゥータと境域への旅』により
- 2024年：外務大臣表彰受賞
- 2025年：瑞宝中綬章[2][3]

## 著書
※は電子書籍も刊行

### 単著
- 『イスラム世界の成立と国際商業―国際商業ネットワークの変動を中心に』（岩波書店「世界歴史叢書」、1991年）
- 『海が創る文明―インド洋海域世界の歴史』（朝日新聞社、1993年）
  - 『インド洋海域世界の歴史―人の移動と交流のクロス・ロード』（筑摩書房〈ちくま学芸文庫〉、2021年）※ - 増訂版
- 『イブン・バットゥータの世界大旅行―14世紀イスラームの時空を生きる』（平凡社新書、2003年）
  - 『イブン・バットゥータの世界大旅行―14世紀イスラームの時空を生きる』（平凡社ライブラリー、2022年、宮下遼解説）※
- 『海域から見た歴史―インド洋と地中海を結ぶ交流史』（名古屋大学出版会、2006年）
- 『イブン・ジュバイルとイブン・バットゥータ』（山川出版社〈世界史リブレット〉、2013年）
- 『イブン・バットゥータと境域への旅―「大旅行記」をめぐる新研究』（名古屋大学出版会、2017年）

### 訳注
- 『イブン・ファドラーンのヴォルガ・ブルガール旅行記』（東京外国語大学アジア・アフリカ言語文化研究所、1969年）
- イブン・バットゥータ『大旅行記』（全8巻、イブン・ジュザイイ編、平凡社東洋文庫、1996年6月 - 2002年9月）※
- 『中国とインドの諸情報』（全2巻、平凡社東洋文庫、2007年9月-12月）※

第一の書・著者不明、第二の書・スィーラーフ出身のアブー・ザイド・アル＝ハサン著述
- イブン・ファドラーン『ヴォルガ・ブルガール旅行記』（平凡社東洋文庫、2009年9月）※
- 『インドの驚異譚』（全2巻、ブズルク・ブン・シャフリヤール編、平凡社東洋文庫、2011年10月-12月）※
- 『メッカ巡礼記 旅の出会いに関する情報の備忘録』（全3巻、イブン・ジュバイル著述、平凡社東洋文庫、2016年1月-5月）※

### 共著
- （上岡弘二）『インド洋西海域における地域間交流の構造と機能』（東京外国語大学アジア・アフリカ言語文化研究所、1979年）